# شير أفضل
شير أفضل (1 كانون الثاني 1841 - 31 كانون الأول 1923) كان ابن مهتار شاه محمد أفضال الثاني من شترال وشقيق مهتار أمان الملك، الذي عاش معظم حياته في المنفى في أفغانستان وبدخشان. تمكن من وضع نفسه على مقعد المهتار لعدة أسابيع في الفترة التي سبقت حملة شيترال [الإنجليزية].